# Чайна-таун (Манхэттен)
Манхэттенский Чайна-таун (англ. Chinatown) — нейборхуд в юго-восточной части боро Манхэттен, Нью-Йорк. Чайна-таун занимает около 35 жилых кварталов, ограничиваясь на севере улицами Кенмэр- и Деланси-стрит, на востоке — Аллен-стрит, на юге — Уэрт-стрит, а на западе — Бродвеем:241-242.
Чайна-таун населён преимущественно выходцами из Китая. Здесь наблюдается самая высокая их концентрация в Западном полушарии. Нейборхуд также является одним из старейших этнических анклавов хуацяо — зарубежных выходцев из Китая. Манхэттенский Чайна-таун — один из девяти китайских кварталов Нью-Йорка, а также один из двенадцати таких кварталов Нью-Йоркской агломерации. В последней, в свою очередь, проживает самое большое этническое китайское население за пределами Азии, составляющее, по оценкам на 2017 год, 893 697 человек.
Манхэттенский Чайна-таун как отдельный нейборхуд зародился во второй половине XIX века. Однако из-за принятия в 1882 году Акта об исключении китайцев вплоть до середины XX века въезд сюда китайцев был серьёзно ограничен. Со снятием в 1965 году ограничений численность населения китайского нейборхуда начала быстро расти. Однако в начале XXI веке, с проведением джентрификации, появилась тенденция к распаду его этнической идентичности.

## История
Первые китайцы начали прибывать в Нью-Йорк ещё в период с конца XVIII по середину XIX века. Большинство из них были матросами и торговцами и не оставались в городе на длительное время. Те же, кто решал поселиться в Нью-Йорке, зачастую брали английские имена и женились на местных жительницах. Так, согласно данным переписи населения штата за 1855 год, официально первым китайским иммигрантом в Нью-Йорке стал мужчина, взявший себе имя Уильям Браун и женившийся на ирландке. Он приехал в город в 1825 году. По оценкам газеты «The New York Times», к 1859 году в Нью-Йорке проживало уже 150 китайцев. Многие из них были моряками, поварами, продавцами сладостей и сигар, а также работали на доставке еды в пансионы, где размещались моряки из Азии:242.
К 1870-м годам численность проживающих здесь китайцев превысила 2000 человек. Этому поспособствовали антикитайские настроения на Западе США и прокладка трансконтинентальной железной дороги:242.
В 1882 году на федеральном уровне был принят Акт об исключении китайцев, который серьёзно поражал китайцев в правах: по новому закону им запрещалось как иммигрировать в США, так и проходить натурализацию в стране. Более того, большинство китайцев более не могли воссоединиться со своими близкими. В результате население нейборхуда не превышало 4000 человек вплоть до Второй мировой войны:242.
Чайна-таун в тот период представлял собой небольшой участок, ограниченный Пелл-, Дойерс- и Мотт-стрит. Проживавшие там китайцы были ограничены в выборе своего дела. Им позволялось заниматься работами, требующими самых базовых познаний в английском; например, ручной стиркой. В 1890 году здесь открылись первые рестораны. Вскоре в нейборхуде также появились сувенирные лавки и буддистские храмы:242.
За помощью и разрешением разногласий жители нейборхуда обращались в уважаемые среди них китайские организации. Наряду с ними действовали и преступные братства — туны — в ведении которых было разрешение имущественных споров, а также азартные игры. Между тунами нередко возникали конфликты, которые были окрещены войнами тунов:242.
Во время Второй мировой войны Китай и США стали союзниками, что привело к отмене в 1943 году Акта об исключении китайцев. Вместе с этим для них была установлена квота на количество иммигрантов в 105 человек в год. Население манхэттенского Чайна-тауна начало понемногу расти. Большинство жителей нейборхуда были прилежными рабочими и примерными семьянинами, что хорошо сказывалось на репутации Чайна-тауна тех лет:242.
К 1965 году нейборхуд занимал уже семь жилых кварталов. Здесь проживало 20 000 человек, большинство из которых были мужчинами. В том же году были сняты ограничения китайцев на въезд, что привело к буйному росту Чайна-тауна. Нейборхуд вышел за свои исторические пределы, распространившись на часть соседних Маленькой Италии и Нижнего Ист-Сайда:242.
С резким приростом китайских иммигрантов в Нью-Йорке начали образовываться другие Чайна-тауны: Элмхерст и Флашинг в Куинсе и Сансет-Парк и Бей-Ридж в Бруклине. Тенденция китайцев к расселению привела к тому, что в 1980-м годам в манхэттенском Чайна-тауне проживало всего около 30 % всех китайцев. Вместе с тем, этническая идентичность нейборхуда начала размываться. Хотя в то время более чем три четверти всех приезжих в Чайна-таун были китайцами, здесь начали также селиться приезжие из Бангладеш, Бирмы, Вьетнама, Филиппин и Малайзии. Также своё пристанище в нейборхуде находили доминиканцы и пуэрториканцы. По состоянию на начало XXI века манхэттенский Чайна-таун занимал третье место по населению среди китайских коммун в Западном полушарии:242.

## Население
Переписной участок для Чайна-тауна ограничивается на севере Хаустон-стрит, на востоке — авеню B, Норфолк-стрит, Эссекс-стрит и Пайк-стрит, на юге — Франкфорт-стрит и, наконец, на западе — Сентр-стрит и Бауэри. Согласно данным переписи населения США 2010 года, население китайского нейборхуда составляло 47 844 человека, что меньше на 4531 человек (-9,5 %) по сравнению с данными 2000 года. Занимая площадь 134,5 га, нейборхуд имел плотность населения 36 000/км². Расовый состав населения: 16,3 % (7817) белых, 4,8 % (2285) афроамериканцев, 0,1 % (38) коренных американцев, 63,9 % (30 559) выходцев из Азии, 0,02 % (11) жителей островов Тихого океана, 0,2 % (75) представителей других рас и 1,3 % (639) представителей двух и более рас. Латиноамериканцы или латиноамериканцы любой расы составляли 13,4 % (6 420) населения.
По состоянию на 2017 год, средний доход домохозяйства составлял 39 584 доллара, при этом средний индивидуальный доход составлял 68 657 долларов. В 2018 году около 18 % жителей относились к категории бедных по сравнению с 14 % во всем Манхэттене и 20 % во всем Нью-Йорке. Каждый двенадцатый житель (8 %) был безработным, по сравнению с 7 % в Манхэттене и 9 % в Нью-Йорке:7.

### Межэтнические культурные различия
Несмотря на рост количества иммигрантов из Фучжоу, многие китайские предприятия в Чайна-тауне по-прежнему принадлежат кантонцам. Западная часть китайского нейборхуда, в которой преобладает кантонский язык, также продолжает оставаться главным деловым районом Чайна-тауна. Это оказало влияние на многих фучжоуцев, которые начали изучать кантонский диалект для ведения бизнеса. В особенности это коснулось тех, кто занят на крупных предприятиях, таких как рестораны димсам на территории, известной как Маленький Фучжоу на Ист-Бродвее. Фучжоуцы являются самой большой этнической группой китайцев в Чайна-тауне, не говорящих на кантонском языке. Начиная с 2000-х годов новые китайские иммигранты в основном говорят на севернокитайском языке — основном языке Китая:38.
Существенное различие между двумя отдельными китайскими общинами в манхэттенском Чайна-тауне состоит в том, что кантонская часть нейборхуда не только обслуживает китайских клиентов, но также является туристической достопримечательностью. В свою очередь, фучжоуская часть нейборхуда привлекает меньше туристов:226:79. Бауэри, Кристи-стрит, Кэтрин-стрит и Чатем-сквер образуют приблизительную пограничную зону между фучжоуской и кантонской общинами:112.

## Здравоохранение и экология
По данным на 2018 год, преждевременные и подростковые роды были меньше распространены в Чайна-тауне и Нижнем Ист-Сайде, чем в других городских нейборхудах. Так, по состоянию на 2018 год, в Нижнем Ист-Сайде и Чайна-тауне регистрировалось 82 преждевременных родов на 1000 родов (по сравнению с общегородским показателем в 87 преждевременных родов) и 10,1 подростковых родов на 1000 родов (по сравнению с 19,3 подростковых родов на 1000 родов):11 В Чайна-тауне насчитывается небольшое количество жителей, не имеющих медицинской страховки. В 2018 году этот показатель оценивался в 11 %, что немногим меньше среднего значения по городу: 12 %:14.
В 2018 году 88 % жителей потребляли фрукты и овощи каждый день, что примерно совпадало со среднегородским показателем. В 2018 году 70 % жителей назвали своё здоровье «хорошим», «очень хорошим» или «отличным», что было ниже среднего показателя по городу, равного 78 %:13. На каждый супермаркет в Чайна-тауне и Нижнем Ист-Сайде насчитывалось по 18 придомовых магазинов:10.
Концентрация мелкодисперсных частиц в Чайна-тауне и Нижнем Ист-Сайде в 2018 году составляла 0,0089 мг/м³, что превышало средний показатель по Нью-Йорку:9.
Ближайшая крупная к Чайна-тауну больница — Нью-Йоркская пресвитерианская больница Нижнего Манхэттена в Муниципальном центре.

## Образование
По состоянию на 2018 год, доля жителей с образованием в объёме колледжа в Чайна-тауне и Нижнем Ист-Сайде выше, чем в целом по Нью-Йорку. Так, 48 % жителей в возрасте от 25 лет имели образование в объёме колледжа, в то время как 24 % имели образование ниже среднего, а 28 % являлись выпускниками школ или имели неоконченное высшее образование. Для сравнения доля жителей Манхэттена и в целом ньюйоркцев с образованием в объёме колледжа и выше составляла в 2018 году 64 % и 43 %, соответственно:6. Процент учеников, с достаточным уровнем знания математики на достаточном уровне вырос в Чайна-тауне и Нижнем Ист-Сайде с 61 % в 2000 году до 80 % в 2011 году, а доля учеников, обладающих достаточными навыками чтения, увеличилась с 41 % до 53 % за тот же период времени.

### Школы
В Чайна-тауне есть государственная начальная школа 124, носящая имя первого китайского выпускника Йельского университета Юн Вина. Также в нейборхуде есть школа 130 имени Эрнандо Де-Соло. Недалеко от Чайна-тауна есть двуязычная китайско-английская школа 184 имени Шуан Вэня, открытая в 1998 году.

### Библиотека
Нью-Йоркская публичная библиотека управляет филиалом Чатем-сквер на Ист-Бродвее, 33. Филиал основан в 1899 году; нынешнее здание библиотеки Карнеги открылось в 1903 году и было реконструировано в 2001 году. В четырёхэтажной библиотеке находится большая коллекция китайской литературы, которая хранится здесь с 1911 года.

## Культура и достопримечательности
На протяжении большей части истории в Чайна-тауне имелись уникальные архитектурные особенности, по которым обыватель сразу мог бы узнать этот нейборхуд. В 1962 году на Чатем-сквере была установлена мемориальная арка в честь лейтенанта Бенджамина Ральфа Кимлау — лётчика США китайского происхождения, погибшего во время Второй мировой войны в Новогвинейской кампании. Арка посвящена американцам китайского происхождения, погибшим во Второй мировой войне. Она выполнена по проекту местного архитектора по имени Пой Гам Ли. Мемориал украшен каллиграфией авторства Юй Южэня. На площади также расположена статуя Линь Цзэсюя — фучжоуского чиновника, выступавшего против торговли опиумом в Китае. Её взгляд направлен вдоль Ист-Бродвея, где находится фучжоуский участок Чайна-тауна.
В 1970-х годах местная телефонная компания New York Telephone начала украшать уличные телефонные будки в виде пагод. В 1976 году перед Конфьюшес-Плаза была установлена статуя древнего китайского мыслителя Конфуция. В 1980-х годах банки, открывавшие в Чайна-тауне свои новые отделения, начали использовать традиционные китайские стили для оформления фасадов своих зданий. На Мотт-стрит расположена Церковь Преображения Господня 1815 года; она носит статус национального исторического памятника. В Музее китайцев в Америке с 1980 года представлен быт американских китайцев.
- Мемориальная арка лейтенанта Кимлау
- Статуя Линь Цзэсюя
- Вход в Музей китайцев в Америке[англ.] в 2015 году

В 2010 году Чайна-таун и соседняя Маленькая Италия получили статус единого исторического района в Национальном реестре исторических мест США.

### Кинотеатры
В прошлом в Чайна-тауне располагались китайские кинотеатры. Первый китаеязычный театр в городе располагался с 1893 по 1911 год на Дойерс-стрит. Позже он был преобразован в миссию спасения бездомных из Бауэри. В 1903 году в кинотеатре китайской общиной был организован сбор средств для евреев, пострадавших в кишинёвском погроме.
Среди театров, которые существовали в Чайна-тауне в более поздние годы, были Театр Сан Синг (англ. Sun Sing Theater) под Манхэттенским мостом и Театр Пагода (англ. Pagoda Theater), оба на Ист-Бродвее. Также в нейборхуде были Губернаторский театр на Чатем-сквер, Театр Розмари (англ. Rosemary Theater) на Канал-стрит, а также Дворец музыки (англ. Music Palace) на Бауэри, который оказался последним закрытым китайским театром. Эти кинотеатры не выдержали конкуренции с видеокассетами, которые были более доступными и предлагали фильмы большего количества жанров. Позже им на смену пришли VCD и DVD. Другими факторами стали доступность китайских кабельных каналов, а также караоке-бары и казино, которые начали предоставлять китайцам больше возможностей для развлечений.

## Экономика
Предприятия экономики расположены в нейборхуде неравномерно. Так, в западной части Чайна-тауна (изначально кантонской) уровень деловой активности по-прежнему остаётся высоким. В то же время, юго-восточная часть нейборхуда, известная как Маленький Фучжоу, больше пострадала от ухода китайского бизнеса и снижения количества потребителей. В результате Маленький Фучжоу стал преимущественно жилым и более подверженным джентрификации.
Атаки 11 сентября 2001 года вызвали спад в ритейле и ресторанном бизнесе Чайна-тауна. Из-за близости к Граунд-Зиро туризм и бизнес возвращались в нейборхуд очень медленно. Частично причина заключалась в закрытии полицией Нью-Йорка Парк-Роу, одной из двух основных улиц, соединяющих Финансовый квартал с Чайна-тауном (вторая такая улица — Сентр-стрит). Однако с тех пор местная экономика, а также туризм восстановились. В 2011 году, несмотря на противодействие владельцев бизнеса в нейборхуде, в Чайна-тауне была запущена бизнес-инициатива по увеличению деловой активности.
В Чайна-тауне расположено несколько крупных китайских супермаркетов. В августе 2011 года на Мотт-стрит открылся новый филиал New York Supermarket. Всего в одном квартале от супермаркета New York находится супермаркет Hong Kong, расположенный на углу Элизабет- и Хестер-стрит. Эти два супермаркета являются одними из крупнейших китайских супермаркетов, предлагающих всевозможные виды продуктов питания в западной части нейборхуда:204. Прежний супермаркет Hong Kong на пересечении Ист-Бродвея и Пайк-стрит сгорел в 2009 году, и планы построить на его месте отель Marriott на 91 номер вызвали протесты местной общественности. Сеть супермаркетов New York Supermarkets, которая также управляет рынками в Элмхерсте и Флашинге, в 2008 году заключила соглашение с Генеральным прокурором штата Нью-Йорк о выплате своим работникам заработной платы и сверхурочных. Меню для многих китайских ресторанов в США печатаются именно в манхэттенском Чайна-тауне.

### Застройка
Жилой фонд Чайна-тауна по-прежнему в основном состоит из тесных многоквартирных домов, некоторым из которых более 100 лет. Для таких зданий обычным явлением являются общие ванные комнаты в коридорах. В 1976 году на углу Бауэри и Дивижен-стрит был завершён проект социального жилья под названием Конфьюшес-Плаза. Этот 44-этажный жилой дом предоставил тысячам жителей нейборхуда столь необходимый новый жилой фонд. В здании также разместилась новая школа 124. Помимо того, что здание стало первым и самым большим комплексом доступного жилья, возведённого непосредственно для населения Чайна-тауна, Конфьюшес-Плаза также является культурной и институциональной достопримечательностью, в которой в 1974 году зародилась общественная организация «Азиатские американцы за равенство» (англ. Asian Americans for Equality; AAFE) — одна из старейших политических и общественных организаций нейборхуда.
Начиная с конца 2000-х годов в Чайна-таун из соседнего Сохо пришёл бизнес по застройке элитных кондоминиумов. До того характерной застройкой в нейборхуде были многоквартирные дома, населённые в основном китайцами. В то время как некоторые проекты были нацелены на китайское сообщество, строительство элитного жилья привнесло разнообразие в экономическую и культурную идентичность Чайна-тауна.
К этому времени многие новые китайские иммигранты селились на Ист-Бродвее вместо исторического ядра Чайна-тауна к западу от Бауэри. Вдобавок кантонский начал вытесняться севернокитайским. Кроме того, конкуренцию за роль культурного и торгового центра китаеговорящих жителей Нью-Йорка манхэттенскому Чайна-тауну начал создавать вышеупомянутый нейборхуд Флашинг.
Несмотря на джентрификацию нейборхуда и вызванную ею сокращение численности китайского населения и предприятий, а также рост притока хипстеров с высокими доходами и высокодоходного бизнеса, Чайна-таун по-прежнему остается популярным у жителей большого Нью-Йорка торговым районом. Чайна-таун также популярен у туристов, в том числе из Китая.

### Туризм и общественное питание
Важными отраслями экономики нейборхуда является туризм и ресторанный бизнес. Здесь расположено множество исторических и культурных достопримечательностей. Свои услуги здесь предлагают такие туристические компании, как Manhattan Walking Tour, Big Onion, NYC Chinatown Tours и Lower East Side History Project. В экскурсии часто входит посещение церкви Преображения Господня и статуй Линь Цзэсюю и Конфуцию.
Многие рестораны Чайна-тауна также поддерживают туристическую индустрию. Здесь открыто свыше 300 китайских ресторанов, среди них: Joe’s Shanghai, Jing Fong, New Green Bo и Amazing 66.

## Преступность
Чайна-таун патрулируется полицейскими 5-го участка полиции Нью-Йорка, расположенного на Элизабет-стрит, 19. 5-й и соседний с ним 7-й участки заняли 58-е место из 69 в рейтинге самых безопасных районов патрулирования по уровню преступности на душу населения в 2010 году. По данным на 2018 год, было зарегистрировано 42 случаев нелетального нападения на 100 000 человек, что было ниже общегородского показателя:8.
По статистике 5-го полицейского участка, в 2019 году уровень преступности по сравнению с 1990 годом в совокупности по всем категориям снизился на 77,1 %. В 2019 году участок сообщил о 6 убийствах, 14 изнасилованиях, 91 грабеже, 210 нападениях с отягчающими обстоятельствами, 101 краже со взломом, 585 крупных кражах и 16 крупных кражах автомобилей.

## Пожарная охрана
Манхэттенский Чайна-таун обслуживается двумя пожарными станциями пожарного департамента Нью-Йорка:
- Пожарный расчёт 55 / Батальон 2 — Брум-стрит, 363[44];
- Пожарный расчёт 9 / Экипаж 6 — Канал-стрит, 75[45].

## Транспорт
Непосредственно в нейборхуде расположены две станции метро: Гранд-стрит () и Канал-стрит (). Чайна-таун обслуживается автобусными маршрутами M9, M15, M15 SBS, M22, M55 и M103.
На многих улицах Чайна-тауна имеются велосипедные дорожки.
- Уличные знаки в Чайна-тауне продублированы на китайском (отрезок улицы Элизабет-стрит, названный в честь рядового Дэнни Чена)
- Мозаика с иероглифами на станции Канал-стрит
- Спуск на станцию Канал-стрит